# Gasherbrum II
Gasherbrum II, també anomenat K4, es troba a la serralada del Karakoram, al Pakistan. Amb 8.035 msnm ocupa el tretzè lloc entre les muntanyes més altes del món.
El grup dels Gasherbrum es troba a la capçalera de la glacera de Baltoro, força propers al K2, i per aquest motiu compartiren les primeres exploracions.
El nom Gasherbrum procedeix del Balti rgasha brum que significa muntanya bonica.
És considerat un dels vuit mils més accessibles i sols l'Everest i el Cho Oyu han registrat més ascensions.

## Primera ascensió
- 1956. El 7 de juliol, a dos quarts de dotze del migdia, els austríacs Sepp Larch, Fritz Moravec i Hans Willempart assoleixen el cim del Gasherbrum II. Tots tres formaven part d'una expedició patrocinada per la Societat Austríaca de l'Himàlaia. L'ascensió es va fer per l'aresta sud-oest després d'haver fet un vivac, a 7.500 m, la nit anterior a l'atac al cim.[2][7]
- 1975. Segona ascensió, realitzada per una expedició francesa, 19 anys després de la primera. Aquesta expedició patí la primera mort al Gasherbrum. Aquest mateix any assoleixen el cim tres expedicions més, entre elles l'expedició polonesa femenina dirigida per Wanda Rutkiewicz.[8]
- 1980. Pere Aymerich Meliz i Enric Font Lloret junt amb una cordada japonesa fan la primera ascensió catalana.[9]
- 1983. Els polonesos Jery Kukuczka i Wojciech Kurtyka fan la primera travessa del pic. Ambdós pujaren després el Gasherbrum I[10]
- 1984 - Reinhold Messner i Hans Kammerlander ascendeixen el Gasherbrum I i el Gasherbrum II sense tornar al camp base.[11]
- 1997. Maite Hernández, junt als bascos Pitxi Eguillor i Mikel Reparaz, fa la primera ascensió femenina catalana.
- 2012. Ferran Latorre, alpinista català, en fa el cim el 31 de juliol en el marc del projecte de pujar els catorze vuitmils.[12]